# Chorebus dirona
Chorebus dirona är en stekelart som först beskrevs av Nixon 1945.  Chorebus dirona ingår i släktet Chorebus och familjen bracksteklar. Inga underarter finns listade i Catalogue of Life.